# 南北分卷
南北分卷又稱南北卷，是指明朝至清朝初期的會試按南北分卷，南北各自錄取有資格參加殿試的舉人的一種措施。此舉是為打破進士南北比例過於懸殊的局面。

## 背景
當時明朝南方的士人教育程度明顯優於北方，明太祖洪武年間，各科进士共有867人，其中南方士人就有620人，佔總數的71%。洪武三十年（1397年）又發生南北榜案。而从明惠帝建文元年（1399年）至明成祖永乐二十二年（1424年）間，共录取进士1938名，其中南方省籍进士為1621名，占总数的83.6%；西南省籍进士共92名，占4.7%；而北方省籍进士共有225名，僅占11.6%。

## 實施
在進士南北比例嚴重不均衡之下，明仁宗時期，大学士杨士奇提出實行南北卷，明仁宗讚同，洪熙元年（1425年）九月，会试分南北卷。明宣宗宣德二年（1427年），明宣宗下詔正式實施南北分卷，并增設中卷，規定若會試录取100名，则南卷取55名，北卷取35名，中卷取10名。
明代宗景泰二年（1451年），礼部奏请会试應不分南北卷，给事中李侃等人反對。朝廷一度採納禮部的建议，但不分卷會試僅执行了一科便取消。
明代宗景泰五年（1454年），明朝對南、北、中卷的区域范围进行划分。南卷範圍為应天和苏、松诸府以及浙江、江西、福建、湖广、广东等省；北卷為顺天、山东、山西、河南、陕西等省；中卷為四川、广西、云南、贵州及凤阳、庐州二府以及滁、徐、和三州。
清朝的會試在清聖祖康熙五十一年（1712年）以前，沿用明朝的南、中、北分卷制度。五十二年（1713年）以後，開始確定會試按省定額錄取，取代之前施行的南北卷措施。